# Comuna Bohdanivka, Petrove
Bohdanivka (în ucraineană Богданівка) este o comună în raionul Petrove, regiunea Kirovohrad, Ucraina, formată din satele Bohdanivka (reședința), Mala Hannivka și Soldatske.

## Demografie
Componența lingvistică a comunei Bohdanivka
     Ucraineană (96,87%)
     Rusă (2,43%)
     Alte limbi (0,52%)
Conform recensământului din 2001, majoritatea populației comunei Bohdanivka era vorbitoare de ucraineană (96,87%), existând în minoritate și vorbitori de rusă (2,43%).